# Ragnar Hovland
Ragnar Hovland, né le 15 avril 1952  à Bergen, est un écrivain, traducteur et musicien norvégien.

## Biographie
Il obtient notamment le prix Brage en 1992 pour Ein motorsykkel i natta et le prix Dobloug en 2008.

## Œuvres traduites en français
- L’Ours Alfred et le Chien Samuel [« Bjørnen Alfred og hunden Samuel forlèt pappkartongen »], trad. de Jean-Baptiste Coursaud, Genève, Suisse, Éditions Joie de Lire, coll. « Récits », 2007, 138 p.  (ISBN 978-2-88258-424-3)
- Une moto dans la nuit [« Ein mottorsykkel i natta »], trad. de Jean-Baptiste Coursaud, Genève, Suisse, Éditions Joie de Lire, coll. « Récits », 2009, 218 p.  (ISBN 978-2-88258-512-7)
- Paradis [« Paradis »], trad. d’Hélène Hervieu, Paris, Éditions Les Belles Lettres, coll. « L’Exception », 2013,  175 p.  (ISBN 978-2-251-44466-6)